# David Mawutor
David Mawutor (Accra, 12 aprile 1992) è un calciatore ghanese, centrocampista del Khujand.

## Carriera
Conta 6 presenze nei turni preliminari dell'Europa Conference League e 16 presenze nella Coppa dell'AFC, dove ha realizzato anche due reti.

## Palmarès

### Club

#### Competizioni nazionali
- Campionato tagiko: 3

Istiklol: 2016, 2017, 2018
- Coppa del Tagikistan: 2

Istiklol: 2016, 2018